# 15 iunie
ianuarie • februarie • martie  • aprilie  • mai  • iunie  • iulie  • august  • septembrie  • octombrie  • noiembrie  • decembrie
15 iunie este a 166-a zi a calendarului gregorian și ziua a 167-a în anii bisecți. Mai sunt 199 de zile până la sfârșitul anului.

## Evenimente
- 1167: A fost întemeiat orașul Copenhaga, devenit capitală a Regatului danez în 1443.
- 1215: Regele Ioan Fără de Țară semnează Magna Carta la Runnymede, Anglia.
- 1389: Bătălia de la Kosovo Polje (Câmpia Mierlei). Înfrângerea de către armata turcă a armatei sârbe, condusă de cneazul Lazăr, aliat cu bosniecii și cu macedonenii. Vestul și sud-vestul Serbiei au fost supuse Imperiului otoman (15/28).
- 1502: În timpul ultimei sale expediții Columb descoperă insula Martinica.
- 1520: Papa îl excomunică pe Martin Luther din Biserica Catolică.
- 1810: La Burgtheater din Viena are loc prima audiție a uverturii Egmont, compusă de Ludwig van Beethoven.
- 1839: Charles Goodyear (1800-1860), inventator, a descoperit vulcanizarea cauciucului, procedeu prin care acesta devine insensibil la variațiile de temperatură și are proprietăți mecanice și de rezistență chimică superioare.
- 1848: A fost sfințit drapelul național tricolor, adoptat prin decret la 14 iunie, de către Guvernul revoluționar de la București; drapelul avea culorile albastru, galben, roșu și avea înscrisă deviza „Dreptate, Frăție" .
- 1848: A doua Adunare populară de la Lugoj a românilor din Banat, a hotărât: înființarea unei armate populare române în frunte cu Eftimie Murgu, introducerea limbii române, recunoașterea naționalității române etc.
- 1848: Marea Adunare de pe Câmpia Filaretului, numită apoi Câmpia Libertății, în timpul căreia s-a depus juramântul pe Constituție și s-a aprobat constituirea Guvernului provizoriu.
- 1875: S-a înființat, la București, Societatea Română Regală de Geografie.
- 1940: Al Doilea Război Mondial: A fost fondat lagărul de exterminare de la Auschwitz, destinat inițial oamenilor politici din Polonia.
- 1970: Începe vizita oficială de două zile a lui Nicolae Ceaușescu în Franța la invitația președintelui Georges Pompidou. La sfârșitul interviului acordat televiziunii de stat – ORTF (Office de radiodiffusion-télévision française), Ceaușescu s-a lăudat gazetarilor că instaurase un regim al echității sociale în toate domeniile, România fiind superioară chiar Franței.
- 1977: A fost inaugurat la Paris atelierul lui Constantin Brâncuși, reconstituit pe esplanada Beaubourg, într-o clădire separată de clădirea Muzeului de Artă Modernă. Spațiul cuprinde 148 de sculpturi și încearcă să redea atmosfera atelierului sculptorului din Impasse Ronsin.
- 1985: La spectacolul organizat de Cenaclul Flacăra la Ploiești a avut loc o busculadă soldată cu cinci morți și mai mulți răniți, fapt care a dus la interzicerea cenaclului inițiat și condus vreme de 12 ani de Adrian Păunescu. În perioada 1973-1985, au avut loc 1.615 spectacole de muzică și poezie.
- 1992: Au fost stabilite relații diplomatice între România și Republica Kârgâzstan.
- 2002: Lansarea postului de televiziune MTV România; invitat de onoare la spectacolul inaugural a fost cunoscutul interpret de muzică latino Enrique Iglesias. Postul a funcționat până la 1 martie 2019.
- 2004: Ivan Gašparovič a fost învestit oficial în funcția de președinte al Republicii Republicii Slovacia.
- 2005: Casa Bloomsbury, din Londra, scoate la licitație prima ediție a romanului autobiografic „Mein Kampf", semnat de Adolf Hitler.
- 2005: Compania Microsoft începe comercializarea pentru producătorii de computere a sistemului de operare Windows fără Media Player, conform exigențelor Comisiei Europene.
- 2005: Se încheie reuniunea Comisiei mixte, Camerun-Nigeria, pentru rezolvarea diferendului frontalier privind Peninsula Bakassi (Yaounde, Camerun, 10-15).

## Nașteri

Lisa del Giocondo

- 1397: Paolo Uccello, pictor italian (d. 1475)
- 1479: Lisa del Giocondo, model italian (d. 1542)
- 1618: François Blondel, arhitect francez (d. 1686)
- 1839: Sofia Cocea, publicistă, poetă, traducătoare română (d. 1861)
- 1841: Dimitrie Grecescu, etnobotanist român (d. 1910)
- 1843: Edvard Grieg, compozitor, pianist și dirijor norvegian (d. 1907)
- 1856: Henri Pinta, pictor francez (d. 1944)
- 1881: Paul Cornu, inginer francez (d. 1944)
- 1893: Ion Marin Sadoveanu, prozator, poet, dramaturg, eseist român (d. 1964)
- 1900: Paul Mares, trompetist american (d. 1949)
- 1902: Erik Erikson, psiholog și psihanalist american (d. 1994)
- 1903: Victor Brauner, pictor român (d. 1966)
- 1903: Iosif Fekete, sculptor român (d. 1979)
- 1909: Virgil Teodorescu, poet și eseist român (d. 1987)
- 1911: Eliza Petrăchescu, actriță română de teatru și film (d. 1977)
- 1911: Viorel Huși, pictor român (d. 1972)
- 1914: Saul Steinberg, caricaturist american originar din România (d. 1999)
- 1917: John Bennett Fenn, chimist american, laureat al Premiului Nobel (d. 2010)
- 1920: Alberto Sordi, actor și regizor italian de film (d. 2003)
- 1921: Errol Garner, cântăreț și compozitor de jazz (d. 1977)
- 1926: Savel Stiopul, regizor român de film (d. 2007)
- 1931: Octavian Vișan, pictor român (d. 2003)
- 1933: Mohammad Ali Rajai, politician iranian, președinte al Iranului (2-30 august 1981) (d. 1981)
- 1934: Matei Călinescu, critic și teoretician literar român, stabilit în Statele Unite ale Americii (1973) (d. 2009)
- 1934: Silvia Cinca, prozatoare și publicistă română
- 1935: Belinda Lee, actriță engleză (d. 1961)
- 1936: Claude Brasseur, actor francez (d. 2020)
- 1938: Eugenia Miulescu, poetă română (d. 2005)
- 1941: Dan Culcer, critic literar român stabilit în Franța
- 1943: Francisca Băltăceanu, filolog și teolog român
- 1943: Johnny Hallyday, cântăreț și actor francez (d. 2017)
- 1946: Demis Roussos, cântăreț grec (d. 2015)
- 1947: Mihail Sirețeanu, politician român (d. 2020)
- 1953:Xi Jinping, politician chinez
- 1954: Jim Belushi, actor american
- 1956: Veaceslav Untilă, politician din Republica Moldova
- 1959: Alexandru Darie, regizor român de teatru (d. 2019)
- 1963: Helen Hunt, actriță americană
- 1964: Courteney Cox, actriță americană
- 1964: Michael Laudrup, fotbalist danez
- 1969: Ice Cube, rapper, actor american
- 1969: Oliver Kahn, fotbalist german
- 1973: Tore André Flo, fotbalist norvegian
- 1973: Neil Patrick Harris, actor american
- 1976: Dorin-Valeriu Bădulescu, politician român
- 1978: Wilfred Bouma, fotbalist neerlandez
- 1980: Iker Romero, handbalist spaniol
- 1983: Julia Fischer, violonistă și pianistă germană
- 1983: Valeri Priiomka, scrimer bielorus
- 1985: Nadine Coyle, cantautoare irlandeză
- 1986: Feli, cântăreață și compozitoare română
- 1987: Petra Blazek, handbalistă austriacă
- 1993: Kanna Arihara, actriță japoneză
- 1994: Mădălin Bucur, scrimer român
- 1994: Lee Kiefer, scrimeră americană

## Decese

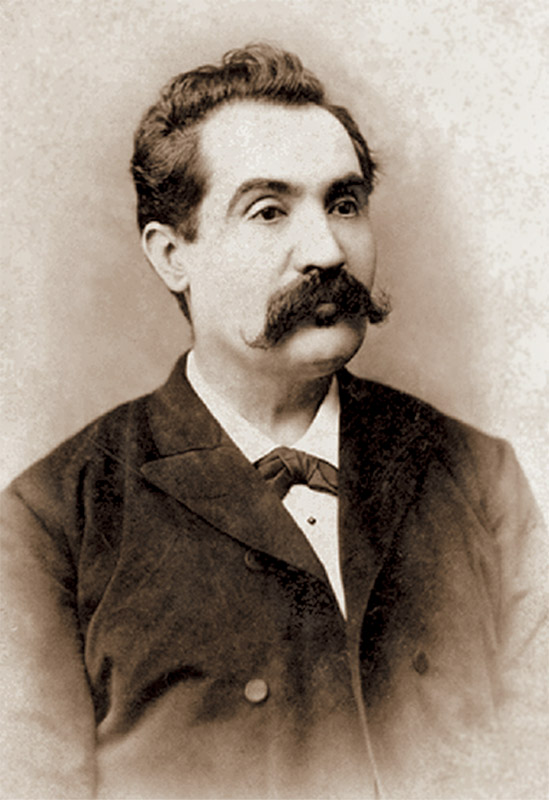
Mihai Eminescu

- 1467: Filip cel Bun, duce de Burgundia (n. 1396)
- 1521: Tamás Bakócz, cardinal originar din Ardud, papabil la conclavul din 1513 (n. 1442)
- 1669: François, Duce de Beaufort, nobil francez, figură prominentă a Frondei (n. 1616)
- 1849: James Knox Polk, al 11-lea președinte al SUA (n. 1795)
- 1893: Ferenc Erkel, compozitor, pianist, dirijor și pedagog maghiar (n. 1810)
- 1889: Mihai Eminescu, poet, prozator și jurnalist român (n. 1850)
- 1919: Prințul Francisco José de Braganza (n. 1879)
- 1929: Traian Lalescu, matematician român (n. 1882)
- 1938: Ernst Ludwig Kirchner, pictor german (n. 1880)
- 1939: Nicolae Matei Condiescu, prozator, general român (n. 1880)
- 1952: Vladimir Albițki, astronom sovietic (n. 1891)
- 1971: Aron Cocerghinschi, medic român din Republica Moldova (n. 1898)
- 1971: Wendell Stanley, biochimist american, laureat al Premiului Nobel pentru Chimie (n. 1904)
- 1974: Cristian Vasile, cântăreț român din perioada interbelică (n. 1908)
- 1996: Ella Fitzgerald, cântăreață americană de jazz (n. 1920)
- 1981: Benedict Corlaciu, poet, prozator și traducător român, stabilit în Franța (n. 1924)
- 2012: Rune Gustafsson, chitarist suedez (n. 1933)
- 2013: Kenneth Geddes Wilson, fizician american, laureat Nobel (n. 1936)
- 2015: Janna Friske, cântăreață, actriță și prezentatoare TV din Rusia (n. 1974)
- 2019: Franco Zeffirelli, regizor italian de film (n. 1923)
- 2023: Glenda Jackson, actriță și politiciană americană (n. 1936)

## Sărbători
- Sf. Prooroc Amos; Sf. Isihie; Fericiții Ieronim și Augustin al Hiponei (calendar ortodox)
- Sfântul Vitus (calendar romano-catolic)
- Danemarca: Ziua steagului/Ziua Valdemar (1219)
- Idaho: Ziua Pionierului (1910)
- Oregon: Ziua tratatului (1846)